# Vetenskapsrådet
Vetenskapsrådet (VR), inrättat den 1 januari 2001, är en svensk statlig myndighet som har i uppdrag från riksdagen att stödja och främja svensk grundforskning av högsta vetenskapliga kvalitet inom alla vetenskapsområden. Vetenskapsrådet har tre huvuduppgifter, att fördela det statliga ekonomiska stödet till grundforskning inom samtliga vetenskapsområden och till forskningsinfrastruktur, att vara regeringens rådgivare i forskningspolitiska frågor, samt att arbeta för att öka förståelse för forskningens långsiktiga samhällsnytta. Vetenskapsrådet ska också vara värdmyndighet för Överklagandenämnden för etikprövning och Gentekniknämnden.
Vetenskapsrådet är Sveriges största statliga finansiär av forskning vid svenska universitet, högskolor och institut.   
Inom Vetenskapsrådet finns följande ämnesråd, råd och kommittéer:
- Humaniora och samhällsvetenskap
- Medicin och hälsa
- Naturvetenskap och teknikvetenskap
- Forskningsinfrastruktur
- Utbildningsvetenskap
- Konstnärlig forskning
- Klinisk behandlingsforskning
- Utvecklingsforskning

## Vetenskapsrådets författningssamling
Vetenskapsrådets författningssamling består av utgivna föreskrifter.

## Historik
Vetenskapsrådet är en sammanslagning av de tidigare Forskningsrådsnämnden (FRN), Humanistisk-samhällsvetenskapliga forskningsrådet (HSFR), Medicinska forskningsrådet (MFR), Naturvetenskapliga forskningsrådet (NFR) och Teknikvetenskapliga forskningsrådet (TFR).

## Ledning
Ordförande i rådets styrelse är sedan 1 januari 2022 Irene Wennemo.
Vetenskapsrådet generaldirektör är utsedd av regeringen och leder det dagliga arbetet samt beslutar i frågor som styrelsen delegerar. 

### Generaldirektörer
- Pär Omling, 2001–2010
- Mille Millnert, 2011–2013
- Sven Stafström, 2013–2022 [6]
- Katarina Bjelke, 2022–[7]